# Braque d'Auvergne
Pour les articles homonymes, voir Braque (chien).
Le braque d’Auvergne est une race de chien originaire du Cantal en France. Il s'agit d'un chien d'arrêt sélectionné depuis plusieurs siècles. De type braque, la robe noire et blanche plus ou moins mouchetée ou grisonnée lui vaut l'appellation non officielle mais courante de bleu d’Auvergne.

## Histoire

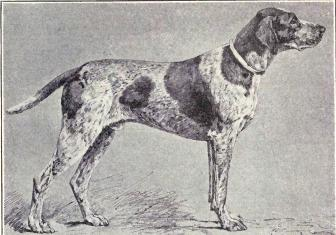
Un braque d'Auvergne en 1915.

Le braque d'Auvergne est probablement le produit d'une sélection locale à partir d'une souche commune à tous les braques. C'est un chien originaire de la région du Cantal. La légende veut que le braque d'Auvergne ait été amélioré en France par les Hospitaliers. La race est bien fixée depuis deux siècles et a été sélectionnée par des chasseurs comme chien de chasse.
Il a été croisé avec le pointer noir du Pays de Galles. Il n'en restait que quelques dizaines de sujets après la Seconde Guerre mondiale, mais depuis la race a repris de l'essor grâce à des retrempes de pointer[réf. nécessaire].

## Standard

### Corps

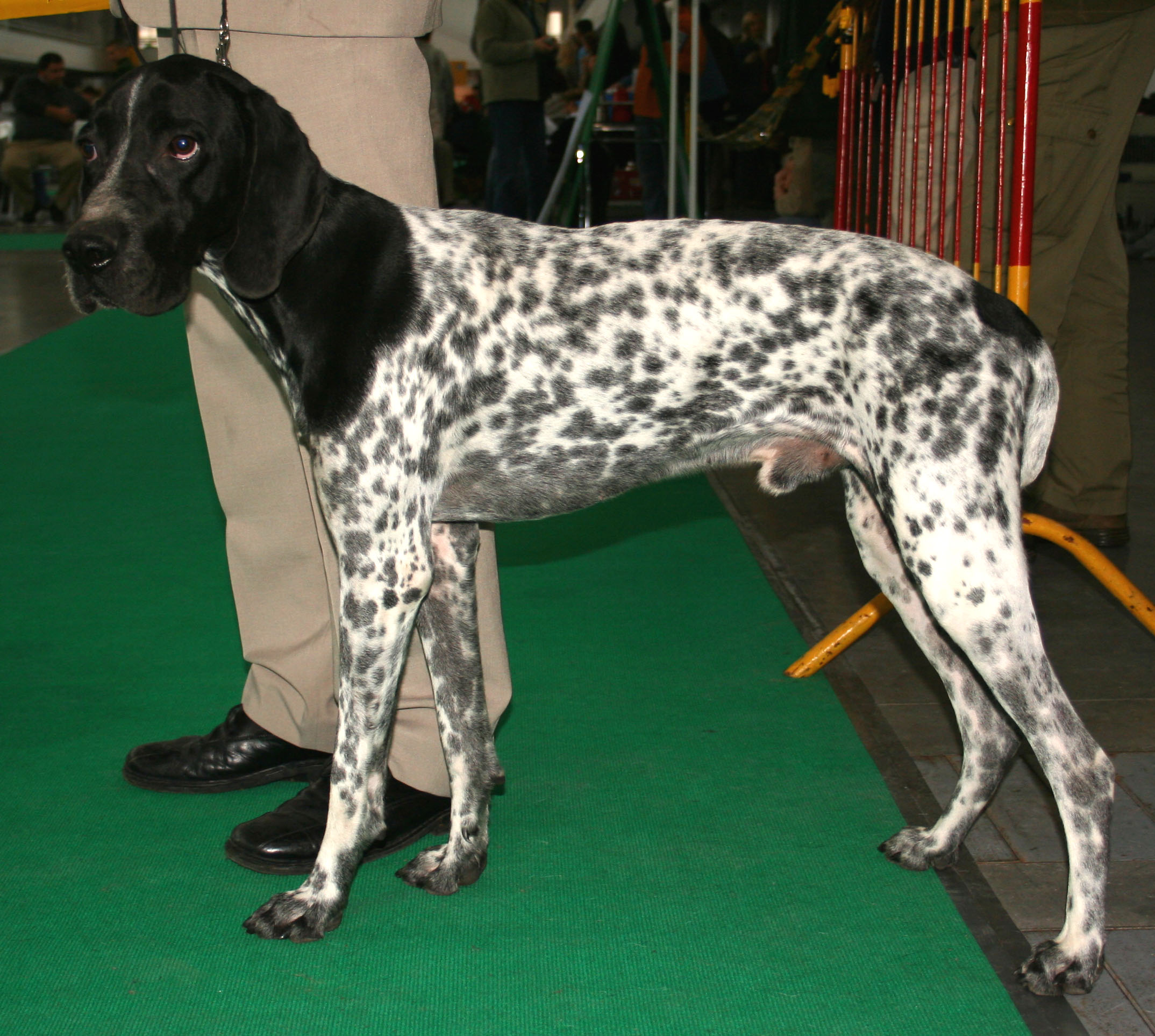
Un braque d'Auvergne présenté en exposition canine en Pologne.

Le braque d'Auvergne est un chien d’arrêt, robuste et fortement charpenté, sans lourdeur excessive. Il est de type braque, avec un corps médioligne et rectiligne : la longueur du corps (de la pointe de l’épaule à la pointe de la fesse) est approximativement égale à la hauteur au garrot, tandis que la hauteur de la poitrine vaut la moitié de la hauteur au garrot. 
La hauteur idéale au garrot est de 60 cm pour les mâles et de 56 cm pour les femelles.
La ligne du dessus est bien tendue et droite, le dos est étroit plat et court sans épine dorsale saillante. Le garrot est marqué. Le rein est bien attaché, large notamment pour la femelle, avec la pointe des hanches visibles. La croupe forme un angle de 35° avec la ligne du dessus, la pointe des hanches est visible. La poitrine est longue et bien descendue, vue de face elle a une forme d’œuf, cintrée. La ligne du dessous se relève doucement vers le ventre. Le flanc est large, peu creusé, réuni aux hanches sans heurt. Plutôt long, bien inséré entre les épaules, le cou est légèrement galbé. Il a une longueur sensiblement égale à celle de la tête. Le fanon est léger.
La queue est attachée assez haut, elle est portée horizontalement. La queue est de forme cylindrique et n'est pas trop fine. Elle peut être écourtée ou non. La queue atteint la pointe du jarret en longueur naturelle. Coupée, elle mesure quinze à vingt centimètres.

### Membres
Les membres antérieurs sont d'aplomb. L'épaule est forte et bien musclée. Elle forme un angle de 45° avec l'horizontale. Le coude est bien dans l'axe du corps, il fait suite à un avant-bras fort, long, musclé et droit. Le poignet est fort sans être noueux. Les métacarpes sont courts. Vu de profil, ils sont légèrement inclinés. Les membres postérieurs sont bien angulés. La cuisse est bien musclée, le jarret sec et les métatarses sont courts sans être grêles. Les pieds sont à mi-chemin entre le « pied de chat » et le « pied de lièvre ». Les ongles sont forts et courts et les coussinets durs et résistants. La foulée est d'amplitude moyenne, de rythme soutenu, ce qui lui confère une grande endurance. Son allure de chasse est un galop moyen, régulier et légèrement basculant.
La peau est assez fine et plutôt lâche. Le poil brillant est ras et pas trop fin. La couleur de la robe est le noir à panachure blanche. Il existe deux types de panachure, la mouchetée et la grisonnée. La tête doit être noire avec de préférence une liste blanche se prolongeant en tête. Le blanc de la liste peut s’étendre sur les parties latérales du museau. Une oreille blanche et mouchetée ou un côté de la tête blanc et moucheté, ne peuvent être considérés comme des défauts.

### Tête

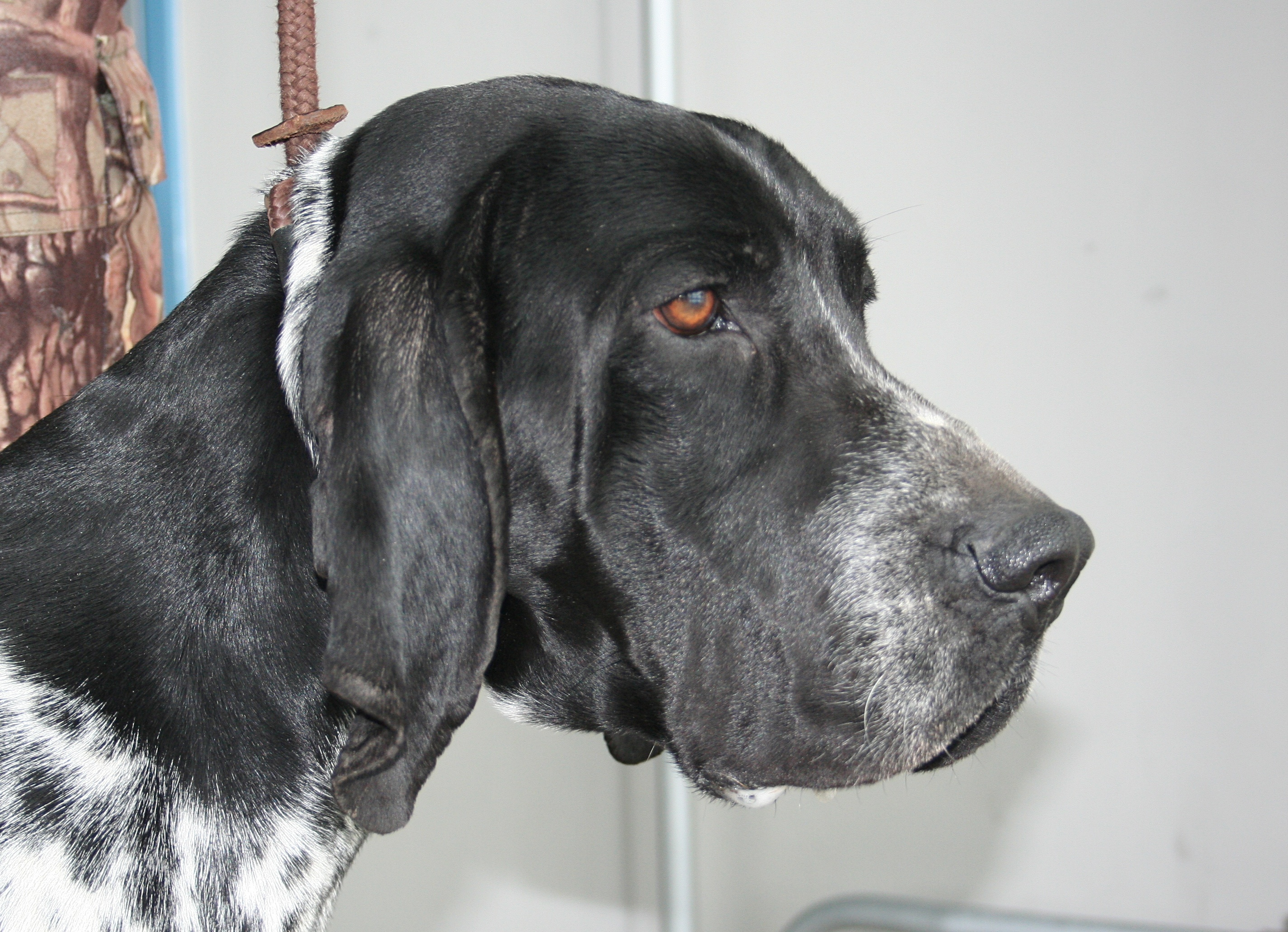
Profil d'un braque d'Auvergne présenté en exposition canine en Pologne.

La longueur du museau est légèrement inférieure ou égale à celle du crâne. La largeur au niveau des arcades zygomatiques est égale à la longueur du crâne. Les lignes du crâne et du chanfrein sont légèrement divergentes vers l’avant. La tête est longue, proportionnée à la taille, un peu plus légère chez les femelles. Vue de dessus, la forme du crâne se rapproche de l’ovale. La protubérance occipitale est peu saillante. Le stop est moyennement marqué, l'arcade sourcilière est bien prononcée.
La truffe est dans le prolongement du chanfrein. Elle est de couleur noire et brillante, avec des narines bien ouvertes. Les lèvres sont assez fortes et se recouvrent bien. Les commissures sont nettes et sans repli important. Vues de face, les lèvres forment un bout de museau carré. Les mâchoires sont solides et d'égale longueur articulé en ciseaux ou bout à bout, avec des dents fortes. Les yeux sont plutôt grands, de forme ovale et bien enchâssés dans l’orbite. De couleur noisette foncé, le regard est expressif, franc et doux. La conjonctive est masquée par la paupière. L'oreille est attachée plutôt en arrière. Au repos, l’attache de l’oreille se situe au-dessous d’une droite réunissant le profil supérieur de la truffe et l’œil. Lorsque le chien est attentif, l’attache de l’oreille peut remonter jusqu’à cette ligne. Légèrement tournée vers l’intérieur, ni enroulée ni plate, l’oreille est souple et de texture légèrement satinée. L'extrémité est moyennement arrondie. Tirée vers l’avant, elle doit pouvoir atteindre la naissance de la truffe, sans en dépasser l’extrémité.

## Caractère
Le braque d'Auvergne est décrit comme doux, très affectueux, intelligent et docile dans le standard FCI. Le dressage consiste surtout à développer ses qualités naturelles. L'odorat est puissant. Il aime partager la vie de la famille. 

## Utilisation
C'est un chien d'arrêt qui accuse un type continental caractérisé. Il est courageux et passionné, polyvalent, il s'adapte facilement à toutes les végétations, aux habitudes de chasse de son maître avec lequel il garde naturellement le contact. Aussi bon retriever que chien d’arrêt, le braque d'Auvergne peut être dressé pour être un chien de chasse spécialisé ou polyvalent.  Il est endurant, son galop est économique ce qui lui permet d'aller au bout des journées de chasse les plus longues.